# Birger de Suecia
Birger Magnusson (1280 - 31 de mayo de 1321) fue rey de Suecia de 1290 a 1319. Era hijo del rey Magnus Ladulás y de Eduviges de Holstein.
Mantuvo conflictos con la Iglesia y sus hermanos menores, que desencadenaron una guerra civil en el país en 1304. Su débil gobierno logró mantenerse gracias en parte al apoyo de Dinamarca, pero su impopularidad y el asesinato a traición de sus hermanos terminaron por echarle del trono en 1319.

## Biografía
Desde 1284, a los cuatro años de edad, fue elegido rey como una forma de asegurar la sucesión de su padre. A la muerte de Magnus Ladulás en 1290, el gobierno consistió en una regencia hasta que Birger alcanzó la mayoría de edad. Fue coronado el 2 de diciembre de 1302 en Söderköping, junto con su esposa Marta de Dinamarca -hija del rey Erico V de Dinamarca-, con la cual se había casado en 1298.
Birger pronto entró en conflicto con la Iglesia de Suecia, lo que ocasionó a la postre una guerra civil que se convertiría en uno de los episodios más oscuros de la historia de Suecia. La Iglesia había apoyado a Magnus Ladulás a usurpar el trono en 1275 y como pago, reclamó al gobierno ciertos privilegios, con los que probablemente Birger no estuvo conforme.
En la guerra se inmiscuyó el hermano de Birger, el duque Erik Magnusson, quien tenía gran interés en hacerse de un reino propio dentro de Suecia. Erik pronto logró adherir a su causa común a su hermano menor, Valdemar Magnusson, duque de Finlandia.
La guerra no fue favorable para Birger, quien fue hecho prisionero en 1306 en el castillo de Nyköping (Nyköpingshus)., cuando Erik y Valdemar tomaron el control de toda Suecia.
La guerra pronto implicó al rey de Dinamarca, Erik VI, cuñado de Birger, que exigió la liberación de este. Por otro lado, El rey Haakon V de Noruega apoyó al duque Erik Magnusson.
La presión que ejerció el rey de Dinamarca al entrar en guerra contra Erik Magnusson provocó la liberación del rey Birger. Este, con el apoyo de Dinamarca, continuó la guerra contra sus hermanos. Finalmente, la paz se firmó en 1310. Birger permaneció como el rey formal de Suecia, pero el país quedó dividido, y el duque Erik ejercía el control de facto sobre la mayor parte del reino.
En 1317, Birger tendió una trampa a sus hermanos: los invitó a un banquete a su residencia de Nyköping, donde los hizo encarcelar. Los hermanos murieron de inanición, de acuerdo a la Crónica de Erik.
No obstante, Birger no pudo fortalecer su gobierno. La traición que hizo a sus hermanos causó gran consternación en el país, y Birger se volvió más impopular. La presión de los partidarios del duque Erik fue tanta que, en 1318, Birger fue destituido y tuvo que partir al exilio a Dinamarca. Su hijo, Magnus Birgersson, fue asesinado en Estocolmo en 1320. Birger nunca regresaría a Suecia. Murió en Dinamarca en 1321, su tumba se halla en la iglesia de San Benito, en la localidad de Ringsted.

## Familia
En 1298 se casó con la princesa Marta de Dinamarca. La pareja tuvo la siguiente descendencia:
- Magnus (1300-1320). Príncipe heredero de Suecia.
- Erik
- Agnes
- Catalina